# Inetd

Inetd — демон, запускающий по необходимости некоторые другие сетевые серверные процессы.

## Функционирование
Inetd запускается при старте системы, читает файл конфигурации и начинает прослушивать указанные TCP и UDP порты. После того, как будет установлено новое соединение, дескриптор полученного сокета дублируется в три новых, с номерами 0,1 и 2 (стандартные потоки ввода, вывода и сообщений об ошибках) и запускается программа, обрабатывающая данный запрос. Эта технология позволяет упростить серверные процессы за счёт того, что часть кода вынесена в inetd (не требуется устанавливать сетевые соединения, программа работает со стандартными потоками ввода-вывода) и уменьшить количество одновременно запущенных процессов на малонагруженном сервере. Однако, при сильной загрузке сервера inetd ухудшает производительность системы и поэтому обычно не используется. В этом случае каждый серверный процесс является отдельным демоном, самостоятельно принимающим и обрабатывающим поступающие запросы.
Для фильтрации входящих соединений в файле конфигурации inetd, вместо непосредственно запускаемого процесса, можно указывать промежуточный обработчик tcpd, который проверяет допустимость обращения с данного адреса к указанному сервису и, при успешной проверке, запускает обработчик запроса.
В новых дистрибутивах операционных систем inetd заменяется на расширенную версию — xinetd.